# Calypsoeae
Tribu
Synonymes
- (tribu des) Calypsoae
- (sous-tribu des) Calypsoinae E.G.Camus

Classification phylogénétique
La tribu des Calypsoeae est une tribu de la sous-famille des Epidendroideae, famille des Orchidaceae.

## Liste desgenres
Selon NCBI (24 Nov 2010) :
- genre Agrostophyllum
- genre Ancistrochilus
- genre Anthogonium (Tribu Arethuseae selon GRIN)[2]
- genre Aplectrum
- genre Basiphyllaea (Tribu Epidendreae selon GRIN)[3]
- genre Bletia (Tribu Epidendreae selon GRIN)[4]
- genre Calypso
- genre Cephalantheropsis
- sous-tribu Chysinae
  - genre Chysis (Tribu Epidendreae selon GRIN)[5]
- genre Corallorhiza
- genre Cremastra
- genre Earina
- genre Govenia
- genre Hexalectris (Tribu Epidendreae selon GRIN)[6]
- genre Nephelaphyllum
- genre Oreorchis
- genre Plocoglottis
- genre Spathoglottis
- genre Tainia
- genre Tipularia

Selon GRIN (24 Nov 2010) :
- genre Aplectrum
- genre Calypso
- genre Coelia (Tribu Epidendreae,sous-tribu Coeliinae selon NCBI)[8]
- genre Corallorhiza
- genre Cremastra
- genre Dactylostalix (Absent dans la base NCBI mais enregistré à l'IPNI[9] et accepté par Kew)[10]
- genre Ephippianthus (Absent dans la base NCBI mais enregistré à l'IPNI[11] et accepté par Kew)[12]
- genre Govenia
- genre Oreorchis
- genre Tipularia
- genre Yoania (Absent dans la base NCBI mais enregistré à l'IPNI[13] et accepté par Kew)[14]